# Burrillia narasimhanii
Burrillia narasimhanii är en svampart som beskrevs av Thirum. & Mundk. 1951. Burrillia narasimhanii ingår i släktet Burrillia och familjen Doassansiaceae.   Inga underarter finns listade i Catalogue of Life.